# Spondylosoma
Spondylosoma — рід авеметатарзальських архозаврів, що належить до клади Aphanosauria з пізнього ладинського періоду середньотріасового періоду нижньої формації Санта-Марія в геопарку Палеоррота, Бразилія.

## Історія
Фрідріх фон Гюне заснував рід на фрагментарному посткраніальному скелеті, що зберігається в Тюбінгенському університеті. Цей скелет включає два зуби, два шийні хребці, чотири спинні хребці, три крижові хребці, лопатки, частину плечової кістки, частину стегнової кістки та частину лобкової кістки. На той час він вважав, що це прозавропод.
З відкриттям базального динозавра Staurikosaurus, Spondylosoma привернула увагу як можливий родич. Автори сперечалися з цього питання, розглядаючи його або як базального динозавра, або як «текодонта», або іншого базального архозавра. У 2000 році Пітер Гальтон зазначив, що йому бракує характеристик динозаврів і, ймовірно, він був рауїзухієм, більш спорідненим з рауїзухідами, тоді як у 2004 році Макс Лангер заперечив це та включив Spondylosoma до можливого базального динозавра, подібного до герреразаврів (але не виключив остаточно спорідненість з рауїзухами). У своїй дисертації 2009 року про еволюцію архозаврів Стерлінг Несбітт відніс Spondylosoma до Archosauria incertae sedis, зазначивши, що ознаки, які використовував Гальтон для попереднього віднесення роду до Rauisuchidae, також зустрічаються в Aetosauria, і що голотипу бракує ознак, щоб віднести його до Pseudosuchia або Ornithodira.
Переопис Teleocrater виявив численні подібності між Spondylosoma та кількома іншими тріасовими таксонами, що призвело до їх віднесення до нової клади архозаврів, Aphanosauria, яка є сестрою Ornithodira в межах Avemetatarsalia.